# Karl Anton Rohan
Karl Anton Rohan (9. ledna 1898, Loosdorf – 17. března 1975, Salcburk) byl rakouský politický spisovatel a publicista.

## Život
Za první světové války odsloužil vojenskou povinnost v rakouské armádě. Po válce složil právnickou zkoušku a začal rozpracovávat svoji myšlenku jednotné Evropy. Za tímto účelem vznikl v roce 1924 Verband für kulturelle Zusammenarbeit („Kulturbund“) a o rok později začala vycházet vlivná revue Europäische Revue, kterou Rohan vedl od počátku až do roku 1936. V revue se snažil umožnit publikovat co nejširšímu okruhu evropské intelektuální elity. Byl fascinován italským fašismem, roce 1938 podpořil anšlus a následně vstoupil do NSDAP, nicméně jeho pojetí celoevrospké myšlenky se od nacismu odlišovalo, což ho odsunulo na okraj hlavního proudu. Během války pracoval v zpravodajské službě. Hned po válce jeho činnost nezískala předválečného významu.
Rohanova celoevropská myšlenka je dnes méně známá na úkor konkurenční Panevropské unie Richarda Mikuláše Coudenhove-Kalergi. Myšlenka je popisována jako třetí cesta mezi internacionalismem a nacionalismem. Byl zastáncem modelu autoritářského federalismu, který by stál na katolických základech, měl by jasně vymezenou hierarchii počítající s (novou) aristokracií.

## Rodina
Byl mladším synem Alaina Benjamina Rohana, hlavy hlavní rohanské větve Rohan-Rochefort-Guéménée sídlící na Sychrově. Syn Karla Antona Albert Rohan se stal diplomatem.